# Luca Parmitano
Luca Parmitano, né le 27 septembre 1976 à Paternò, est un astronaute italien recruté en 2009 lors de la 3e sélection d'astronautes de l'Agence spatiale européenne.

## Biographie

### Formation
Luca Parmitano a obtenu son diplôme du Liceo Scientifico Statale Galileo Galilei de Catane en 1995. En 1999, il a obtenu un diplôme en sciences politiques de l’université de Naples Federico II avec une thèse en droit international. En 2000, il est diplômé de l'Académie de l'armée de l'air italienne, à Pouzzoles. En 2001, Luca Parmitano a terminé son entraînement militaire de base auprès de l'US Air Force au camp d'entraînement euro-OTAN de pilotes d'avion à réaction à la base aérienne de Sheppard, au Texas (États-Unis). Il a ensuite suivi des cours avec l'USAFE à Sembach (Allemagne) en 2002. En 2003, il a obtenu le grade d'officier en électronique à Pratica di Mare, en Italie. Il a suivi le programme de leadership tactique à Florennes, en Belgique, en 2005. En juillet 2009, Luca Parmitano a obtenu une maîtrise en ingénierie de test en vol expérimentale à l’Institut supérieur de l’aéronautique et de l’espace de Toulouse, en France.
Après avoir terminé sa formation de pilote en 2001, Luca Parmitano a piloté l'avion AMX à Amendolara, en Italie, de 2001 à 2007. Au cours de cette période, il obtient toutes les qualifications de l'aéronef. Au sein du 13e groupe, il a servi en tant que chef instructeur et commandant du 76e escadron. En 2007, il a été choisi par l'armée de l'air italienne pour devenir pilote d'essai. Il a suivi une formation de pilote d'essai expérimental à l'EPNER, l'école française de pilotes d'essais d'Istres. Luca Parmitano est un colonel de l'armée de l'air italienne. Il a accumulé plus de 2000 heures de vol, est qualifié sur plus de 20 types d’avions et d’hélicoptères militaires et a piloté plus de 40 types d’aéronefs.
Luca Parmitano a été sélectionné comme astronaute de l'ESA en mai 2009.
Il aime la plongée sous-marine, le snowboard, le parachutisme, la musculation et la natation. En plus de l'italien, il parle anglais, russe et français.

### Carrière d'astronaute

#### Premier séjour surISS

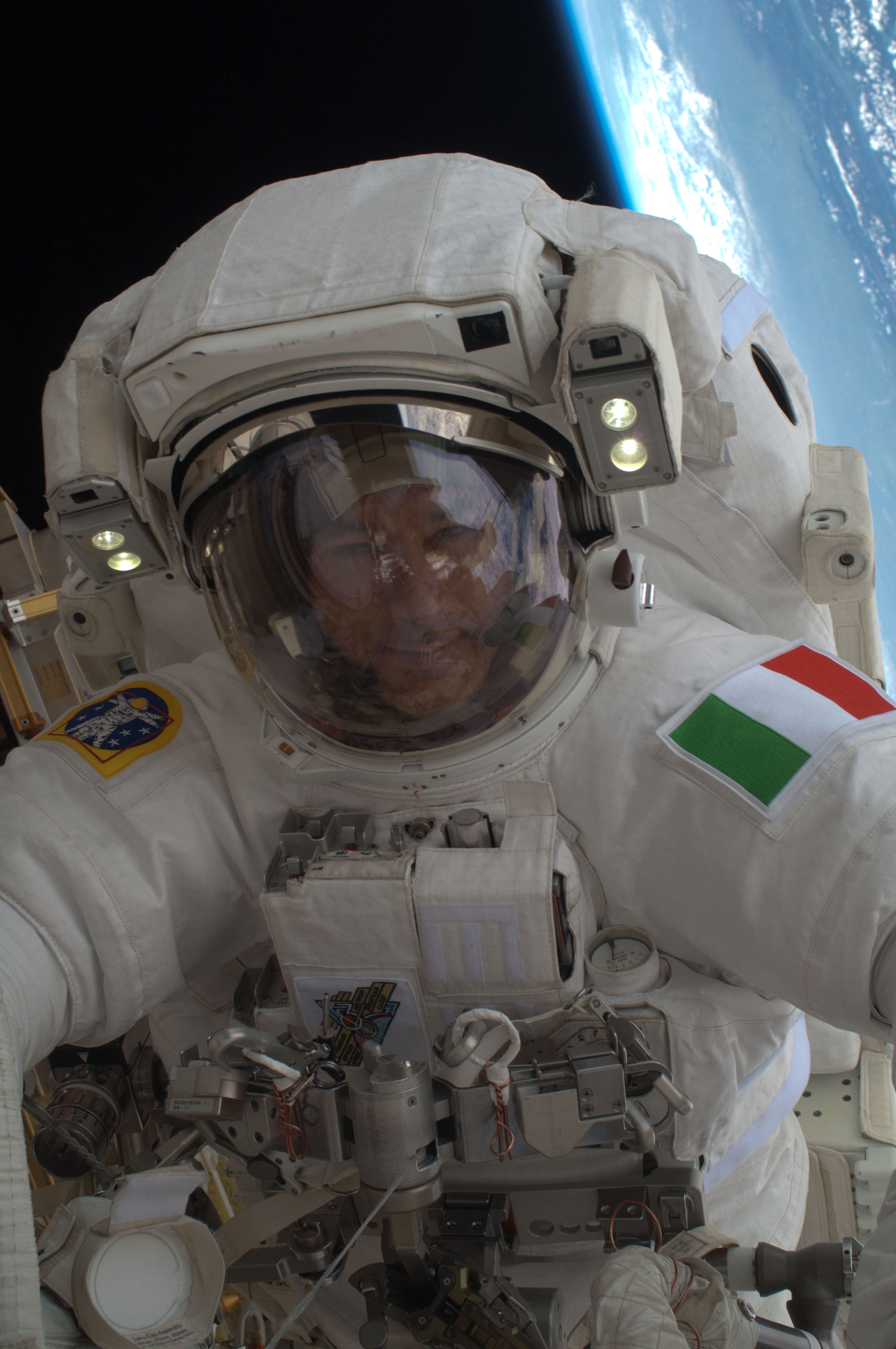
Luca Parmitano accomplissant sa première EVA.

En février 2011, il est affecté comme ingénieur de vol pour l'Expedition 36/37 (une mission de longue durée à la Station spatiale internationale). Celle-ci a démarré à bord du Soyouz TMA-09M le 28 mai 2013 et est arrivé à l'ISS le 29 mai 2013.
Au cours de cette mission, Luca Parmitano a effectué une sortie extra-véhiculaire, le 9 juillet d'une durée de 6 h 7 min pour participer à différentes réparations sur la station. Il est alors le premier astronaute italien à sortir dans l'espace.

#### Accident lors de sa deuxième EVA
Le 16 juillet, au cours de sa deuxième sortie extra-véhiculaire ayant pour but de préparer l'ISS, son casque est infiltré par de l'eau, et la mission est interrompue. Elle n'aura duré qu'une heure et trente-deux minutes au lieu des six heures prévues par la NASA. Luca Parmitano a ainsi rejoint sain et sauf ses collègues à bord de la station, prêts à le débarrasser de sa combinaison avant qu'il ne se noie. L'astronaute raconte en détail l’événement sur son blog.

#### Entre ses deux premières missions
En 2014, Luca participe à une simulation CAVES (en)de l'ESA, passant plusieurs jours sous Terre en compagnie des astronautes Scott Tingle, Alexandre Missourkine, Sergueï Koud-Skvertchkov et Matthias Maurer.
En juillet 2015, Parmitano est devenu aquanaute en tant que commandant de l'équipage de NEEMO 20.
En mai 2017, Parmitano a pris part à la CAVES eXpedition One, réalisée dans les environnements extrêmes de certaines grottes chaudes de Sicile.

#### Deuxième séjour sur l'ISS
Le 27 septembre 2018, l'ESA annonce le nom de sa nouvelle mission à bord de l'ISS, Beyond, qui se déroule lors des expéditions 60 et 61. Il part le 20 juillet 2019 à bord du Soyouz MS-13n en compagnie de Alexandre Skvortsov et Andrew Morgan.
Durant la deuxième moitié de son séjour, il sera le commandant de l'ISS, devenant ainsi le troisième astronaute européen, et le premier Italien à exercer cette fonction.
Il est devenu le premier DJ dans l'espace le 13 août 2019, lorsqu'il a joué un set de musique électronique depuis l'ISS pour le public d'un festival de musique à Ibiza. Le 15 novembre, il s'est aventuré hors de l'ISS pour la première fois depuis sa malheureuse sortie dans l'espace en 2013, lors de la première d'au moins quatre sorties dans l'espace pour réparer le spectromètre magnétique Alpha[21] Parmitano a effectué les sorties dans l'espace pour réparer l'AMS avec l'astronaute de la NASA Andrew Morgan. Tous deux ont été assistés par les astronautes de la NASA Christina Koch et Jessica Meir pilotant le bras robotique Canadarm2 depuis l'intérieur de la station. Ces sorties dans l'espace ont été décrites comme "les plus difficiles depuis les réparations de Hubble". C'était la première fois que des astronautes coupaient et reconnectaient des conduites de refroidissement en orbite. La réparation de l'AMS a été achevée après quatre sorties dans l'espace. Lors de la dernière sortie dans l'espace, Parmitano a découvert une fuite dans l'une des conduites de refroidissement de l'AMS. La fuite a été réparée au cours de la sortie spatiale.
Il retourne sur Terre le 6 février 2020 après plus de 200 jours en orbite. Il est alors accompagné de Skvortsov et de Christina Koch, Morgan profitant d'une extension de mission.

## Publications
- Luca Parmitano, Volare. 166 giorni con @astro_luca, Rai Eri, 2014,  (ISBN 978-8839716415)

- Luca Parmitano, Volare. Lo spazio e altre sfide, Rai Eri, 2017 (ISBN 9788839717252) .

## Culture populaire
Il apparait en tant que camarade de promotion dans la bande dessinée humoristique et de vulgarisation scientifique de l'illustratrice Marion Montaigne : Dans la Combi de Thomas Pesquet qui relate en détail leur sélection, formation intensive et première mission à bord de l'ISS en tant qu'astronautes de l'ESA. 
L'épisode de la fuite d'eau en juillet 2013 dans son casque en pleine sortie EVA y est également détaillée. 

## Galerie

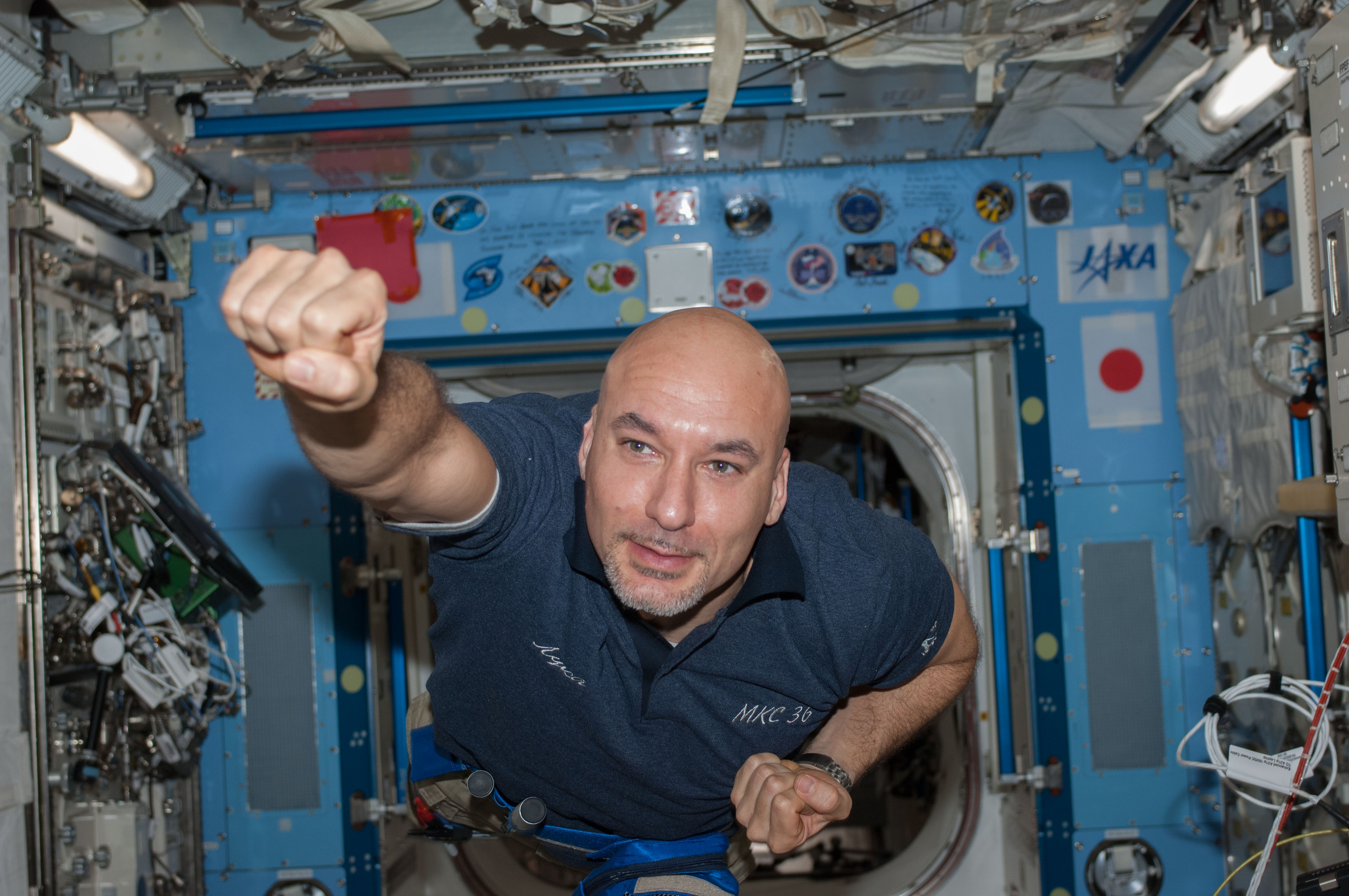
Dans le module japonais Kibo de l'ISS, lors de sa première mission.
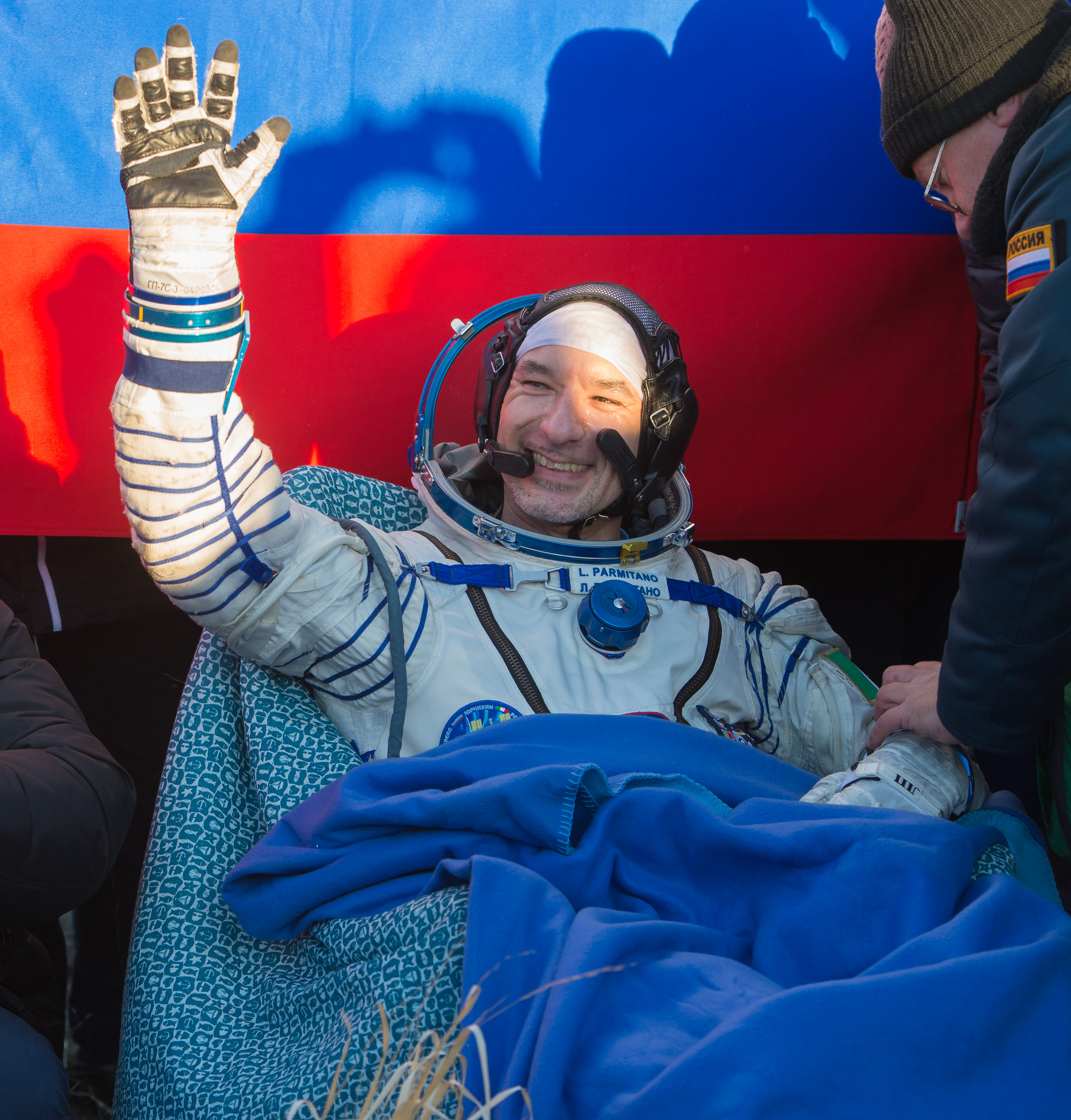
Peu après l'atterrissage du Soyouz MS-09.
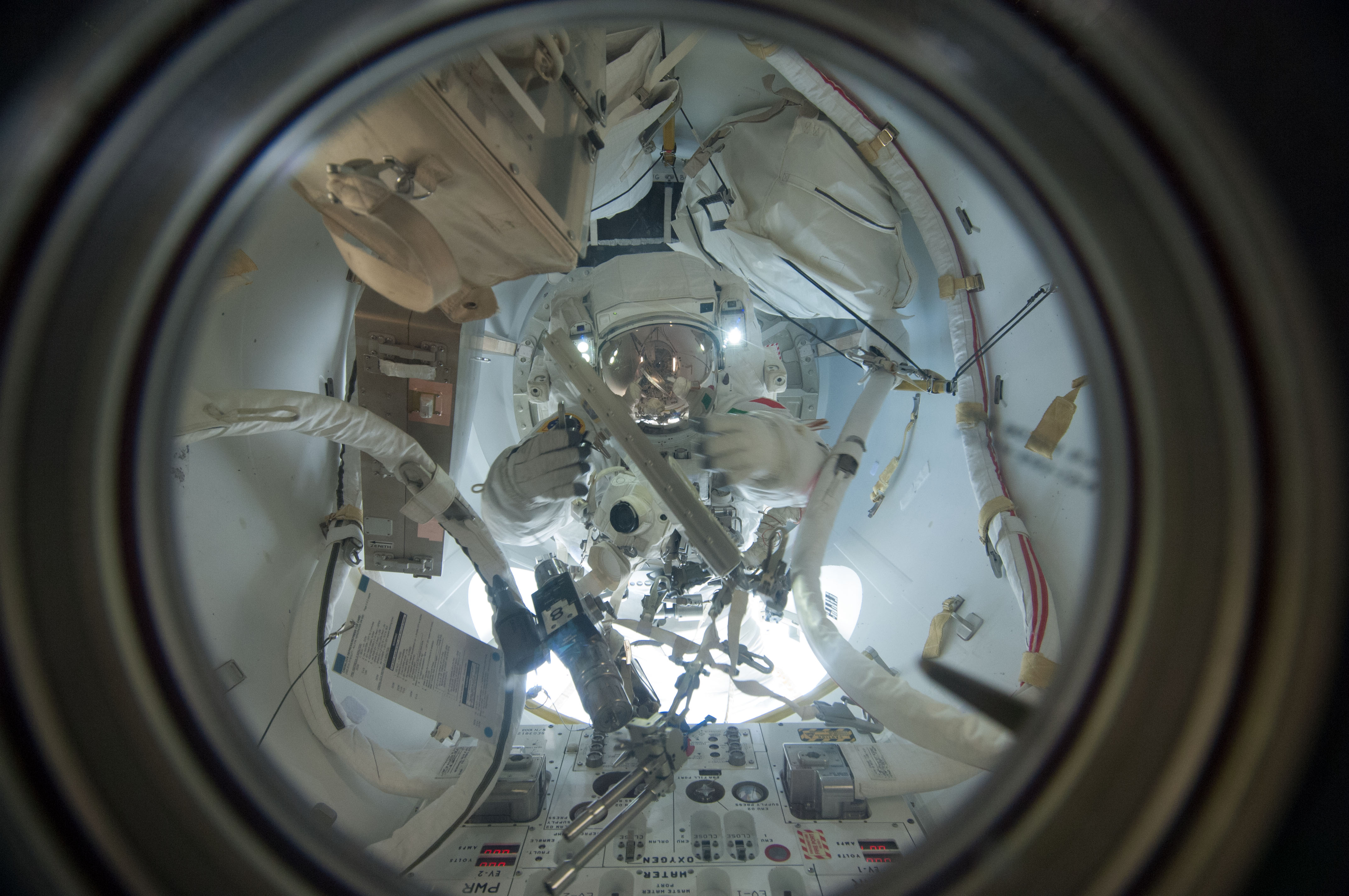
Lors de sa deuxième EVA. Luca est ici en train de quitter le sas Quest de l'ISS.